# Cup of China de 2008
Cup of China de 2008 foi a sexta edição da Cup of China, um evento anual de patinação artística no gelo organizado pela Associação Chinesa de Patinação (em inglês:  Chinese Skating Association), e que fez parte do Grand Prix de 2008–09. A competição foi disputada entre os dias 6 de novembro e 9 de novembro, na cidade de Pequim, China.

## Eventos
- Individual masculino
- Individual feminino
- Duplas
- Dança no gelo

## Medalhistas
| Evento                        | Ouro                                     | Prata                                            | Bronze                                    |
| Individual masculino detalhes | Jeremy Abbott · Estados Unidos           | Stephen Carriere · Estados Unidos                | Tomáš Verner · República Tcheca           |
| Individual feminino detalhes  | Kim Yu-Na · Coreia do Sul                | Miki Ando · Japão                                | Laura Lepistö · Finlândia                 |
| Duplas detalhes               | Zhang Dan · Zhang Hao · China            | Tatiana Volosozhar · Stanislav Morozov · Ucrânia | Pang Qing · Tong Jian · China             |
| Dança no gelo detalhes        | Oksana Domnina · Maxim Shabalin · Rússia | Tanith Belbin · Benjamin Agosto · Estados Unidos | Jana Khokhlova · Sergei Novitski · Rússia |

## Resultados

### Individual masculino
| Pos.              | Nome                 | Nacionalidade    | Pontos | PC         | PL          |
| ----------------- | -------------------- | ---------------- | ------ | ---------- | ----------- |
| Medalha de ouro   | Jeremy Abbott        | Estados Unidos   | 233.44 | 77.05 (1)  | 156.39 (1)  |
| Medalha de prata  | Stephen Carriere     | Estados Unidos   | 217.25 | 72.00 (3)  | 145.25 (2)  |
| Medalha de bronze | Tomáš Verner         | República Tcheca | 205.48 | 65.55 (4)  | 139.93 (3)  |
| 4                 | Artem Borodulin      | Rússia           | 191.38 | 65.05 (5)  | 126.33 (4)  |
| 5                 | Vaughn Chipeur       | Canadá           | 187.50 | 72.70 (2)  | 114.80 (7)  |
| 6                 | Wu Jialiang          | China            | 177.75 | 59.75 (8)  | 118.00 (6)  |
| 7                 | Jeremy Ten           | Canadá           | 175.12 | 55.81 (10) | 119.31 (5)  |
| 8                 | Kristoffer Berntsson | Suécia           | 173.93 | 64.81 (6)  | 109.12 (8)  |
| 9                 | Gao Song             | China            | 166.93 | 59.31 (9)  | 107.62 (9)  |
| 10                | Kensuke Nakaniwa     | Japão            | 164.94 | 61.90 (7)  | 103.04 (11) |
| 11                | Xu Ming              | China            | 157.28 | 53.28 (11) | 104.00 (10) |

### Individual feminino
| Pos.              | Nome           | Nacionalidade  | Pontos | PC         | PL         |
| ----------------- | -------------- | -------------- | ------ | ---------- | ---------- |
| Medalha de ouro   | Kim Yu-Na      | Coreia do Sul  | 191.75 | 63.64 (1)  | 128.11 (1) |
| Medalha de prata  | Miki Ando      | Japão          | 170.88 | 59.30 (2)  | 111.58 (2) |
| Medalha de bronze | Laura Lepistö  | Finlândia      | 159.42 | 58.60 (3)  | 100.82 (3) |
| 4                 | Ashley Wagner  | Estados Unidos | 155.59 | 55.40 (4)  | 100.19 (4) |
| 5                 | Susanna Pöykiö | Finlândia      | 148.03 | 50.00 (6)  | 98.03 (5)  |
| 6                 | Sarah Meier    | Suíça          | 142.31 | 48.10 (7)  | 94.21 (6)  |
| 7                 | Alena Leonova  | Rússia         | 137.27 | 44.04 (8)  | 93.23 (7)  |
| 8                 | Katrina Hacker | Estados Unidos | 134.95 | 50.80 (5)  | 84.15 (8)  |
| 9                 | Liu Yan        | China          | 118.07 | 42.06 (9)  | 76.01 (10) |
| 10                | Xu Binshu      | China          | 116.59 | 37.02 (11) | 79.57 (9)  |
| 11                | Mira Leung     | Canadá         | 114.05 | 40.76 (10) | 73.29 (11) |
| 12                | Wang Yueren    | China          | 95.68  | 34.66 (12) | 61.02 (12) |

### Duplas
| Pos.              | Nome                                   | Nacionalidade  | Pontos | PC        | PL         |
| ----------------- | -------------------------------------- | -------------- | ------ | --------- | ---------- |
| Medalha de ouro   | Zhang Dan / Zhang Hao                  | China          | 182.22 | 67.12 (1) | 115.10 (1) |
| Medalha de prata  | Tatiana Volosozhar / Stanislav Morozov | Ucrânia        | 175.05 | 60.34 (2) | 114.71 (2) |
| Medalha de bronze | Pang Qing / Tong Jian                  | China          | 171.86 | 59.36 (3) | 112.50 (3) |
| 4                 | Amanda Evora / Mark Ladwig             | Estados Unidos | 143.88 | 51.48 (4) | 92.40 (5)  |
| 5                 | Zhang Yue / Wang Lei                   | China          | 142.10 | 51.02 (5) | 91.08 (6)  |
| 6                 | Mylène Brodeur / John Mattatall        | Canadá         | 141.59 | 46.78 (6) | 94.81 (4)  |
| 7                 | Chelsi Guillen / Danny Curzon          | Estados Unidos | 100.74 | 35.56 (7) | 65.18 (7)  |

### Dança no gelo
| Pos.              | Nome                                | Nacionalidade  | Pontos | DC         | DO         | DL         |
| ----------------- | ----------------------------------- | -------------- | ------ | ---------- | ---------- | ---------- |
| Medalha de ouro   | Oksana Domnina / Maxim Shabalin     | Rússia         | 186.77 | 38.34 (1)  | 57.24 (2)  | 91.19 (1)  |
| Medalha de prata  | Tanith Belbin / Benjamin Agosto     | Estados Unidos | 186.41 | 37.15 (2)  | 58.08 (1)  | 91.18 (2)  |
| Medalha de bronze | Jana Khokhlova / Sergei Novitski    | Rússia         | 179.50 | 35.68 (3)  | 55.12 (4)  | 88.70 (3)  |
| 4                 | Anna Cappellini / Luca Lanotte      | Itália         | 173.11 | 32.52 (4)  | 55.22 (3)  | 85.37 (4)  |
| 5                 | Anna Zadorozhniuk / Sergei Verbillo | Ucrânia        | 158.90 | 29.68 (7)  | 49.98 (5)  | 79.24 (5)  |
| 6                 | Kaitlyn Weaver / Andrew Poje        | Canadá         | 157.20 | 29.91 (6)  | 48.77 (6)  | 78.52 (6)  |
| 7                 | Alexandra Zaretski / Roman Zaretski | Israel         | 148.17 | 30.45 (5)  | 47.36 (7)  | 70.36 (7)  |
| 8                 | Yu Xiaoyang / Wang Chen             | China          | 139.66 | 25.85 (9)  | 45.90 (9)  | 67.91 (8)  |
| 9                 | Huang Xintong / Zheng Xun           | China          | 133.40 | 26.82 (8)  | 46.03 (8)  | 60.55 (9)  |
| 10                | Guo Jiameimei / Meng Fei            | China          | 115.15 | 21.97 (10) | 34.83 (10) | 58.35 (10) |

## Quadro de medalhas
| Ordem | País             | Medalha de ouro | Medalha de prata | Medalha de bronze |    | Ordem por total |
| ----- | ---------------- | --------------- | ---------------- | ----------------- | -- | --------------- |
| 1     | Estados Unidos   | 1               | 2                |                   | 3  | 1               |
| 2     | China            | 1               |                  | 1                 | 2  | 2               |
| 2     | Rússia           | 1               |                  | 1                 | 2  | 2               |
| 4     | Coreia do Sul    | 1               |                  |                   | 1  | 4               |
| 5     | Japão            |                 | 1                |                   | 1  | 4               |
| 5     | Ucrânia          |                 | 1                |                   | 1  | 4               |
| 7     | Finlândia        |                 |                  | 1                 | 1  | 4               |
| 7     | República Tcheca |                 |                  | 1                 | 1  | 4               |
| TOTAL | TOTAL            | 4               | 4                | 4                 | 12 | —               |